# Ricardo Mejía Hernández
Ricardo Mejía Hernández (Santiago Ihuitlán Plumas, estat de Oaxaca, 24 d'abril de 1963) és un corredor de muntanya mexicà. Va proclamar-se campió del món de curses de muntanya (Skyrunner World Series) l'any 2006, després de vèncer quatre de les cinc proves en les quals hi va participar. Pertany a l'equip Valetudo Skyrunning Italia. L'any 2009 acabà primer de la cursa Irazú SkyRace a Costa Rica.